# مسجد المهدي
مسجد المهدي (بالإنجليزية: Al Mahdi Mosque)، مسجد يقع على طريق ريس في برادفورد بإنجلترا في المملكة المتحدة. تدير المسجد الجماعة الإسلامية الأحمدية، وافتتحه رئيس الجماعة ميرزا مسرور أحمد في 7 نوفمبر 2008. المسجد مرئي من عدة أميال داخل برادفورد نظراً لوقوعه على هضبة.